# Citizen of Glass
Albums de Agnes Obel
Aventine
(2013) Myopia
(2020)
Singles
1. Familiar
Sortie : 29 juin 2016
2. Golden Green
Sortie : 31 août 2016
3. It's Happening Again
Sortie : 18 novembre 2016
4. Stretch Your Eyes
Sortie : 3 mars 2017

Citizen of Glass est le troisième album de la chanteuse danoise Agnes Obel. L'album est sorti le 21 octobre, 2016. Quatre titres ont été choisis comme singles : Familiar (29 juin, 2016), Golden Green (31 août, 2016) , It’s Happening Again (18 novembre, 2016) et Stretch Your Eyes  (3 mars, 2017).  Une tournée européenne a débuté fin octobre 2016, puis une tournée nord-américaine a commencé fin février 2017.

## Genèse
Agnes Obel évoque le concept allemand du Gläserner Bürger, le « citoyen de verre » comme fil conducteur de l'album, un citoyen dont le corps et la vie sont connus de tous. Elle a découvert ce terme lors de sa tournée, en lisant la presse sur l'affaire Edward Snowden et la surveillance des citoyens,. Les questions de transparence et de vie privée sont des thèmes actuels qui l'ont inspirée, l'interrogeant sur ce qu'elle dévoile d'elle dans sa musique. Elle a travaillé le concept « du verre » afin de créer de nouvelles chansons, en particulier par l'ajout de nouveaux instruments dans son répertoire comme le trautonium, un instrument rare des années fin 1920, dont les sonorités cristallines rappellent celles du verre. Bien qu'elle ait eu une vision très précise de cet album par rapport à Philarmonics ou Aventine, elle a davantage cherché de mélodies.

## Liste des pistes
| No  | Titre                | Durée |
| --- | -------------------- | ----- |
| 1.  | Stretch Your Eyes    | 5:11  |
| 2.  | Familiar             | 3:55  |
| 3.  | Red Virgin Soil      | 2:43  |
| 4.  | It's Happening Again | 4:20  |
| 5.  | Stone                | 3:56  |
| 6.  | Trojan Horses        | 5:33  |
| 7.  | Citizen of Glass     | 2:49  |
| 8.  | Golden Green         | 3:59  |
| 9.  | Grasshopper          | 2:38  |
| 10. | Mary                 | 5:47  |